# Тиосульфат калия
Тиосульфат калия — неорганическое соединение, соль щелочного металла калия и тиосерной кислоты с формулой K2SO3S, бесцветные кристаллы, растворимые в воде, образует кристаллогидраты.

## Получение
- Кипячение суспензии серы в растворе сульфита калия:

{\displaystyle {\mathsf {K_{2}SO_{3}+S\ {\xrightarrow {100^{o}C}}\ K_{2}SO_{3}S}}}
- Пропуская сероводород и диоксид серы через концентрированный раствор гидроокиси калия:

{\displaystyle {\mathsf {6KOH+2H_{2}S+4SO_{2}\ {\xrightarrow {}}\ 3K_{2}SO_{3}S+5H_{2}O}}}
- Окисление кислородом горячего раствора полисульфида калия:

{\displaystyle {\mathsf {2KS_{n}+3O_{2}\ {\xrightarrow {90^{o}C}}\ 2K_{2}SO_{3}S+(2n-4)S\downarrow }}}
- Пропуская диоксид серы через раствор полисульфида калия:

{\displaystyle {\mathsf {KS_{n}+SO_{2}+H_{2}O\ {\xrightarrow {}}\ K_{2}SO_{3}S+H_{2}S\uparrow +(n-2)S\downarrow }}}

## Физические свойства
Тиосульфат калия образует бесцветные кристаллы,
хорошо растворимые в воде, не растворяется в этаноле.
Образует кристаллогидраты состава 3K2SO3S•H2O и 3K2SO3S•5H2O.

## Химические свойства
- Безводную соль получают сушкой кристаллогидрата:

{\displaystyle {\mathsf {3K_{2}SO_{3}S\cdot 5H_{2}O\ {\xrightarrow {180-200^{o}C}}\ 3K_{2}SO_{3}S+5H_{2}O\uparrow }}}
- Разлагается при нагревании:

{\displaystyle {\mathsf {4K_{2}SO_{3}S\ {\xrightarrow {>430^{o}C}}\ 3K_{2}SO_{4}+K_{2}S_{5}}}}
- Разлагается разбавленными кислотами:

{\displaystyle {\mathsf {K_{2}SO_{3}S+2HCl\ {\xrightarrow {}}\ 2KCl+SO_{2}\uparrow +S\downarrow +H_{2}O}}}
- и горячими концентрированными:

{\displaystyle {\mathsf {K_{2}SO_{3}S+2HCl+H_{2}O\ {\xrightarrow {100^{o}C}}\ 2KCl+H_{2}SO_{4}+H_{2}S\uparrow }}}
- При нагревании окисляется кислородом воздуха:

{\displaystyle {\mathsf {2K_{2}SO_{3}S+O_{2}\ {\xrightarrow {120-150^{o}C}}\ 2K_{2}SO_{4}+S}}}
- Реагирует с галогенами:

{\displaystyle {\mathsf {K_{2}SO_{3}S+4Cl_{2}+5H_{2}O\ {\xrightarrow {}}\ K_{2}SO_{4}+H_{2}SO_{4}+8HCl}}}
- Используют для получения политионатов калия:

{\displaystyle {\mathsf {2K_{2}SO_{3}S+3SO_{2}\ {\xrightarrow {-10^{o}C}}\ 2K_{2}S_{3}O_{6}\downarrow +S\downarrow }}}
{\displaystyle {\mathsf {2K_{2}SO_{3}S+I_{2}\ {\xrightarrow {}}\ K_{2}S_{4}O_{6}+2KI}}}
{\displaystyle {\mathsf {2K_{2}SO_{3}S+SCl_{2}\ {\xrightarrow {0^{o}C}}\ K_{2}S_{5}O_{6}+2KCl}}}
{\displaystyle {\mathsf {2K_{2}SO_{3}S+S_{2}Cl_{2}\ {\xrightarrow {0^{o}C}}\ K_{2}S_{6}O_{6}+2KCl}}}